# Малешевци (Угљевик)
Малешевци су насељено мјесто у општини Угљевик, Република Српска, БиХ. Према подацима пописа становништва 2013. године, у насељеном мјесту Малешевци укупно је пописан 404 становникa. Површина села износи 948 хектара.

## Географија
Малешевци су релативно мало село у саставу општине Угљевик, на лијевој обали ријеке Јање, а на магистралном путу Бијељина―Тузла. Граниче се са Богутовим Селом, Тутњевцем и Горњим Забрђем у општини Угљевик и Тобутом и Пушковцем у општини Лопаре.
Систематски списак насељених мјеста Републичког завода за статистику Републике Српске препознаје следеће дијелове насељеног мјеста Малешевци: Жабари, Јовићи, Крстићи, Малешевићи, Поточари и Савићи. Ипак, у последње вријеме устаљена подјела села је на засеоке Жабари, Горња Махала и Поточари.

### Рељеф
Рељеф села карактерише постепено спуштање терена у правцу запад–исток. Брдовита узвишења Мајевице налазе се у западном и југозападном дијелу, док се према истоку терен благо спушта, прелазећи у ниже надморске висине. Оваква конфигурација рељефа обликује хидролошке токове, пољопривредне активности и насељеност подручја. Западним дијелом доминирају шуме храста, букве и мјестимично брезе.
Тачка највише надморске висине села, локалитет  "Мамутове воде" налази се на граници са сусједним селом Пушковац, неколико десетака метара ниже од врха Удригово (562 мнв.).
Надморске висине других малешевачких кота: Мијајловац - 521 мнв., Оскруше - 409 мнв., Кулине - 331 мнв., Богдановића брдо 330 мнв., Хаџино брдо - 328 мнв., Јовановића Брдо - 315 мнв. Локалитет школе и цркве налазе се на висини око 187 мнв.

### Хидрографија
Водотоци припадају Дринском поријечју. Ријека Јања чини источну границу села према Богутовом селу, и тече правцем југ-сјевер. У њу се, са лијеве стране уливају сви малешевачки водотоци: Поточарски, Максића, Драгића и Саставачки поток - који имају карактер бујичних вода.

### Саобраћај
Кроз село пролази магистрални пут I реда нумерације М-I-113 (ранија нумерација М-18) од ентитетске линије, одн. превоја Бањ Брдо до Бијељине, изграђен 1974. године. Овом саобраћајницом село је повезано са Градом Тузла на западу (удаљен 44 km), и на истоку са центром општине Угљевик (удаљен 6 km) и Градом Бијељина (удаљен 27 km).
Локални путеви Л-12 (Малешевци - Пушковац) и Л-24 (Малешевци - Тутњевац/Забрђе) повезују магистрални пут са Регионалним путем другог реда: Р-II-4509 (ранија нумерација Р-459).
Поштанско подручје покрива Пошта 76330 Угљевик, оператера Поште Српске.

## Становништво
Према резултатима пописа из 2013. године Малешевци су имали 404 пописаних лица у 127 домаћинстава.
| Националност | 2013. | 1991. | 1981. | 1971. | 1961. | 1953. | 1948. |
| Срби         | -     | 593   | 532   | 589   |       |       |       |
| Хрвати       | -     | 1     | 1     |       |       |       |       |
| Југословени  | -     | 1     | 15    |       |       |       |       |
| Црногорци    | -     |       | 4     | 4     |       |       |       |
| остали       | -     | 7     | 5     |       |       |       |       |
| Укупно       | 404   | 602   | 557   | 593   | 583   | 538   | 488   |

1. ↑  Народна скупштина Републике Српске оградила се од Коначних резултата пописа становништва које је објавила Агенција за статистику Босне и Херцеговине. Стога званични подаци по националној припадности у Републици Српској нису били објављени.

### Породице
Презимена која се налазе у Малешевцима су Василићи, Драгићи, Ђокићи, Зарићи, Зејак, Јевтићи, Јовићи, Крсмановићи, Лазићи, Максимовићи, Милутиновићи, Мирковићи, Митровићи, Николићи, Перићи, Петровићи, Поповићи, Радовановићи, Рикићи, Савићи, Седларевићи и Трифковићи.

## Историја
Не постоје писани трагови о настанку имена села, а разна усмена предања о вези са средњовјековним племеном Малешевци које потиче из источне Херцеговине нису утемељена, као што се ни легенда о том племену не може научно доказати.
Према Ристу Јеремићу, називи појединих мјеста задржали су облике који упућују на становништво из периода пре османлијског освајања. У том контексту он наводи и село Малешевци у Зворничком срезу. Ипак, у првим османским пописима није забиљежено помињање села под именом Малешевци.

Постоје и усмене приче о браћи Богуту и Малешу, који су бјежећи од турског прогона, доселили из источне Херцеговине и један је крчио шуму и настанио се на простору данашњег Богутова села, а други на простору данашњих Малешеваца.
Археолошки лексикон Босне и Херцеговине у Малешевцима евидентира средњовијековни надгробни споменик - усамљени стећак у облику стеле, украшен мотивом крста у кругу, који је датиран у касни средњи вијек. Споменик мјештани називају "Мићин гроб".

### Османски период

##### Етничке миграције и насељавање простора Мајевице током османске власти
Хришћанско становништво села Малешевци потиче од динарског становништва које се током скоро два вијека, од краја 17. до средине 19. вијека, премијештало из источне Херцеговине, Црне Горе и југозападне Србије. Досељавање је углавном било спонтано, као посљедица ратова, глади и других тешких услова живота, али и организовано, при чему су херцеговачки бегови доводили чифчије на нове посједе у Семберији и Подрињу.
За цијелу Семберију и Подмајевички крај важи општи податак да су ови крајеви увелико запустјели  после неуспјеле буне и катаклизмичних ратних догађаја 1809. године (пропаст Првог српског устанка) и да је велика већина новоколонизованог становништва дошла из Источне и Старе Херцеговине. Досељеници су били српског православног етничког поријекла, што је допринијело очувању етничког карактера становништва на простору Мајевице и шире околине.
Током османског периода кроз Малешевце је пролазила државна цеста која је водила од Тузле, преко Лопара и врха Удригово, спуштајући се низ Малешевце. У народу је ова саобраћајница била позната под називом царски друм. Ова саобраћајница је исказана и приликом Трећег војног мапирања Хабсбуршке монархија (вршено у периоду од 1869-1887. године).
Из османског периода вјероватно потиче и топономастика локалитета Мaмутове воде, при чему се назив највјероватније односи на лично име Махмут, с тим што је у народном говору дошло до губитка гласа "х".

### Аустроугарски период
У периоду Аустроугарске управе над Босном и Херцеговином (1878–1918), село Малешевци се налазило у административним јединицама које су више пута претрпјеле мање измјене, али је константно припадало котару Зворник.

#### Попис 1879.
Приликом првог Аустроугарског пописа становништва 1879. године, Малешевци су, припадали општини Прибој, котар Зворник. Пописано је 35 кућа са 229 мјештана, сви "грчко-источњачке" вјероисповјести.

#### Попис 1885.
Малешевци су, током овог пописа, припадали котару Зворник, округу Доња Тузла, али није била устројена општина. Пописано је 40 кућа са 261 мјештанином, од којих је 260 по вјери "источно правосланих" и 1 мухамеданац. Попис по занимању наводи: 5 тежака, 73 кметова, 1 "помоћни радник, надничар, слуга", 3 осталих занимања (мушкараца старијих од 16 година) и 179 жена и дјеце. 

#### Попис 1895.
Малешевци - засебна политичка општина у котару Зворник. Пописано 46 кућа са 293 становника. Пописан 1 земљопосједник са 1 сродником (чланом домаћинства), 2 слободна земљодјелца са 6 сродника, 33 кмета са 146 сродника, 9 слободних земљодјелаца који су и кметови са 82 сродника и 1 особа из категорије "остале особе које се баве пољодјелством" са 6 сродника. Укупно број особа који су се бавило пољодјелством 287 лица и 6 особа "остало цивилно житељство". 

#### Попис 1910.
Приликом пописа становништва 1910. године, за вријеме Аустроугарске управе у Босни и Херцеговини, Малешевци су, као засебна политичка општина, припадали котару Зворник. Пописан је 381 мјештанин у 59 кућа, од тог броја 379 су се изјаснили као "Српско-православни" и по један као муслиман и римо-католик. Попис прави и економску класификацију на основу власничког статуса над земљиштем и пописане су следеће категорије становништва:
-земљопосједници са кметовима: 1 са 1 својадом (чланом домаћинства), слободни сељаци: 5 са 27 својади, кметови: 28 са 145 својади, кметови-уједно слободни сељаци (претежно слободни сељаци) 18 са 120 својади, кметови -уједно слободни сељаци (претежно кметови): 5 са 25 својади. Дакле укупан број житељства који се бави пољопривредом 375, а остало цивилно житељство 6.

Ове категорије указују на сложене прелазне односе: док је дио становништва стекао слободу власништва над земљом (слободни сељаци), велики број је и даље био формално или фактички везан кметским обавезама. Изрази као што су "претежно слободни сељаци" и "претежно кметови" упућују на хибридне облике власничких и феудалних односа карактеристичних за Босну у касном 19. и почетком 20. вијека.
Историјски контекст
У укупном историјском оквиру, ови подаци показују да је Малешевцe захватио спор процес разграђивања феудализма, који је био убрзан аустроугарским реформама, али није довео до потпуног укидања кметства до краја њихове управе. Земљишни односи су остали компликовани, што је одражавало општу ситуацију у Босни и Херцеговини гдје је рурално становништво дуго трпјело тешке феудалне обавезе, уз спор процес еманципације.

### Краљевина Југославија
У Краљевини Југославији Малешевци су, током првог пописа 1921. године били засебна општина унутар котара Зворник, који је обухватао 79 општина. У Малешевцима је пописано 344 становника, сви православне вјероисповјести.
Накнадно је извршена реорганизација и Малешевци су изгубили статус општине.

### Други свјетски рат
У току Другог свјетског рата, 28. новембра 1942. године у овом селу одиграла се једна од кључних битака између партизана и четника. Сукоб је у историографији остао забиљежен као „Битка на Малешевцима“. Побједа партизана у овој бици трајно је одредила даљи однос снага у сјевероисточној Босни.
- Споменици на Јовановића брду
- Споменик партизанима. Споменик је подигнут након Другог свјетског рата. Споменик је изложен сталној вандализацији. Фотографија настала у фебруару 2009. године
- Споменик четницима.  Споменик је подигнут деведесетих година 20. вијека. У позадини се види дрвени крст који су поштоваоци четника првобитно подигли неколико година прије изградње споменика. Споменик је 2023. године обложен лименим плочама. Фотографија настала у фебруару 2009. године

### Социјалистичка Југославија
У периоду након Другог свјетског рата, у оквиру шире обнове и развоја села у социјалистичкој Југославији, дошло је до побољшања јавне инфраструктуре у Малешевцима.
Од 1946. до 1955. године локална самоуправа Малешеваца реализована је кроз Мјесни народноослободилачки одбор за мјеста Тутњевац и Малешевце у Срезу Лопаре.
Од 1.септембра 1955. године Малешевци се налазе у саставу општине Угљевик.
До 1974. године Малешевци нису имали статус мјесне заједнице, тачније, заједно са Забрђем, Коренитом и Тутњевцом чинили су једну мјесну заједницу (МЗ Забрђе). 1981. је формирана Мјесна заједница Малешевци.
У поратним годинама, у Малешевцима је основана земљорадничка задруга као дио ширег процеса колективизације у социјалистичкој Југославији. Средином 1950-их година, у складу са политиком удруживања мањих задруга ради ефикаснијег пословања, земљорадничка задруга у Малешевцима је припојена већој задрузи у сусједном Тутњевцу.
Основна школа у селу дјелује од фебруара 1948. године, а настава је обављана у кући Душана Мирковића. 1950. године у селу је, уз помоћ мјештана, изграђена двоспратна зграда Народне основне школе, зидана од клесаних камених блокова. Школа је имала неколико учионица и двориште за ученике. Поред образовне функције, служила је и као централно место за окупљање мештана и одржавање културних активности. Године 1963. школа је прикључена Основној школи "Божо Аврамовић" из Доњег Забрђа као подручно одјељење.
Средином 60-их извршена је и електрификација Малешеваца.
У првој деценији после рата изграђен је споменик Битке на Малешевцима на "Јовановића Брду", а крајем 80-их на "Мамутовој води" изграђена је спомен чесма којом се меморизира повратак 6. пролетерске бригаде на Мајевицу.
Године 1974. изграђен је магистрални пут Тузла – Бијељина (М18), који пролази кроз Малешевце. Изградња ове саобраћајнице значајно је побољшала повезаност села са већим градским центрима.
1976. године Малешевци су повезани са Богутовим Селом пјешачким висећим мостом преко ријеке Јање по пројекту архитекте Слободана Лукића. Иако смањеног интезитета и даље је у употреби, мост чека реновирање.

### Дејтонска БиХ
У другој половини 1990-их, на Јовановића брду, поред партизанског, изграђен је споменик погинулим четницима током битке на Малешевцима. Првобитно, 28. новембра 1993. године постављен је велики дрвени крст у спомен погинулим четницима.
У првим деценијама 2000-их, настављен је развој инфраструктуре. Село је прикључено на јавну водоводну мрежу. Извршено је и асфалтирање локалних путева, што је побољшало саобраћајну повезаност са сусједним мјестима.
Током овог периода, изграђен је и нови објекат основне школе и спортско игралиште. Такође, подигнут је споменик борцима Војске Републике Српске (ВРС), који је након изградње цркве замјењен капелом у склопу цркве.

## Црква
Црква посвећена Светом владики Николају Охридском и Жичком изграђена је 2022. године.
Благословом Његовог Преосвештенства епископа зворничко-тузланског г. Фотија, у јуну 2021. године, на овом мјесту се отпочело са градњом храма светог владике Николаја. Наредне године у порти је изграђена капела за паљење свијећа посвећена светом ави Јустину.
Храм и капела светог Јустина Ћелијског, саграђени су на мјесту малешевачког молитвишта. На том мјесту се налазио камени сто-трпеза, пред којим су многе генерације Малешевчана са својим свештеницима приносили молитве за усјеве и друге благослове домаћинстава.
Капела је подигнута и као спомен капела страдалим малешевачикм војницима, будући да се на мјесту гдје је саграђена налазио споменик борцима из Отаџбинског рата 1992.-1995. године. Горепоменута трпеза молитвишта постављена је на источну страну капеле, те се на њој врше Свете Литургије.
Храм је грађен по узору на храм Манастира Брњак који се налази на Косову.
Епископи зворничко-тузлански Фотије, ваљевски Исихије и шабачки Јеротеј освештали су новосаграђени храм 27. маја 2023. године.

## Светковине
Слава цркве - Свети Николај Охридски и Жички - обиљежава се 3. маја.
Сеоска молитва се прославља на празник Друге Тројице одн. Духовски понедељак. Сеоска молитва раније је била пропраћена вашаром.
Специфичност Малешеваца и сусједног села Пушковац је обиљежавање Лиларине. Лиларина се прославља на сличан начин као сеоска молитва, мјештани организују ручкове за госте у својим домовима и везан је за обичај Петровданског лилања. Лиларина се прославља у два различита дана у Пушковцу и Малешевцима: у Пушковцу прва недеља, а у Малешевцима друга недеља по Петровдану.

## Знамените личности
- Војин Зејак - народни посланик (СДС РС) у Шестом сазиву Народне скупштине Републике Српске.